# Chakana

variação mais comumente usada de uma cruz andina usada hoje; esta cruz andina aberta também pode ser vista no obelisco de Tello e em Tiwanaku Qirus, muitas vezes com um olho dentro

A chakana (cruz andina, "cruz escalonada" ou "motivo escalonado") é a constelação mais significativa dos Andes, um sinal de cruz escalonado usado pelas sociedades andinas incas e pré-incas. A variação mais utilizada deste símbolo hoje é composta por uma cruz de braços iguais indicando os pontos cardeais da bússola e um quadrado sobreposto. Chakana significa 'ponte' e significa 'atravessar' em quíchua. O motivo da cruz andina aparece em artefatos pré-contato, como têxteis e cerâmicas de culturas como Chavín, Wari, Ica e Tiwanaku, mas sem ênfase particular e sem chave ou guia para um meio de interpretação.  O antropólogo Alan Kolata chama a cruz andina de "um dos elementos mais onipresentes, embora menos compreendidos, da iconografia de Tiauanaco".  O símbolo da cruz andina tem uma longa tradição cultural que se estende por 4.000 anos até o império Inca.

## Evidência histórica
A cruz andina é um dos símbolos mais antigos dos Andes. Aparece como elemento proeminente da decoração do Obelisco Tello, um pilar monolítico decorado descoberto pelo arqueólogo peruano Julio C. Tello no sítio de cultura Chavín de Chavín de Huántar. A construção de Chavín de Huántar começou por volta de 1.200 aC e o local continuou em uso até cerca de 400 aC. A data exata do Obelisco Tello não é conhecida, mas com base no seu estilo provavelmente data de meados desta faixa, por volta de 800 aC. A forma da cruz andina pode ser replicada no Akapana, um grande monte de plataforma em terraço com um reservatório central construído no local de Tiahuanaco por pessoas da cultura Tiwanaku perto do Lago Titicaca, na Bolívia, e datado de cerca de 400 DC. Tiwanaku foi o centro do Império Tiwanaku, que prosperou no sul dos Andes entre cerca de 400 e 1000 dC.
O historiador mestiço Garcilaso de la Vega, el Ynga, relata sobre uma cruz sagrada de mármore branco e vermelho ou jaspe, que era venerada na Cusco do século XVI. 

Os Incas começaram a venerar a santa cruz depois de ouvirem como Pedro de Candia desafiou milagrosamente um leão e um tigre segurando uma cruz. Quando os espanhóis capturaram a cidade, transferiram a cruz para a sacristia da catedral recém-construída, onde De la Vega a viu em 1560. Ele ficou surpreso que o clero não o tivesse decorado com ouro ou pedras preciosas.  Histórias constantes sobre cruzes indígenas contribuíram para a ideia de uma religião “natural” que teria preparado os índios para a sua inevitável conversão ao cristianismo.

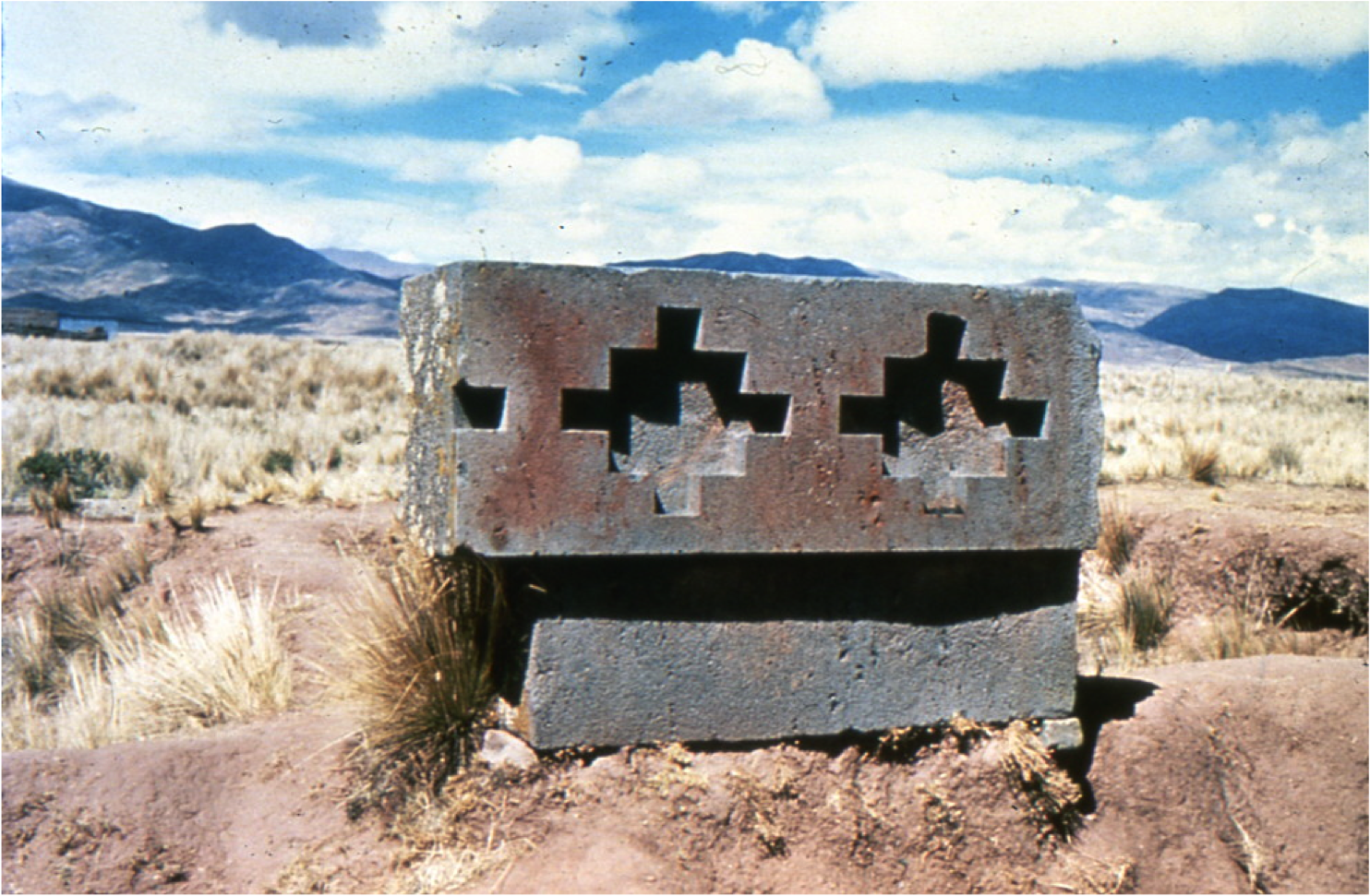
"Cruz andina"[8] em Tiwanaku
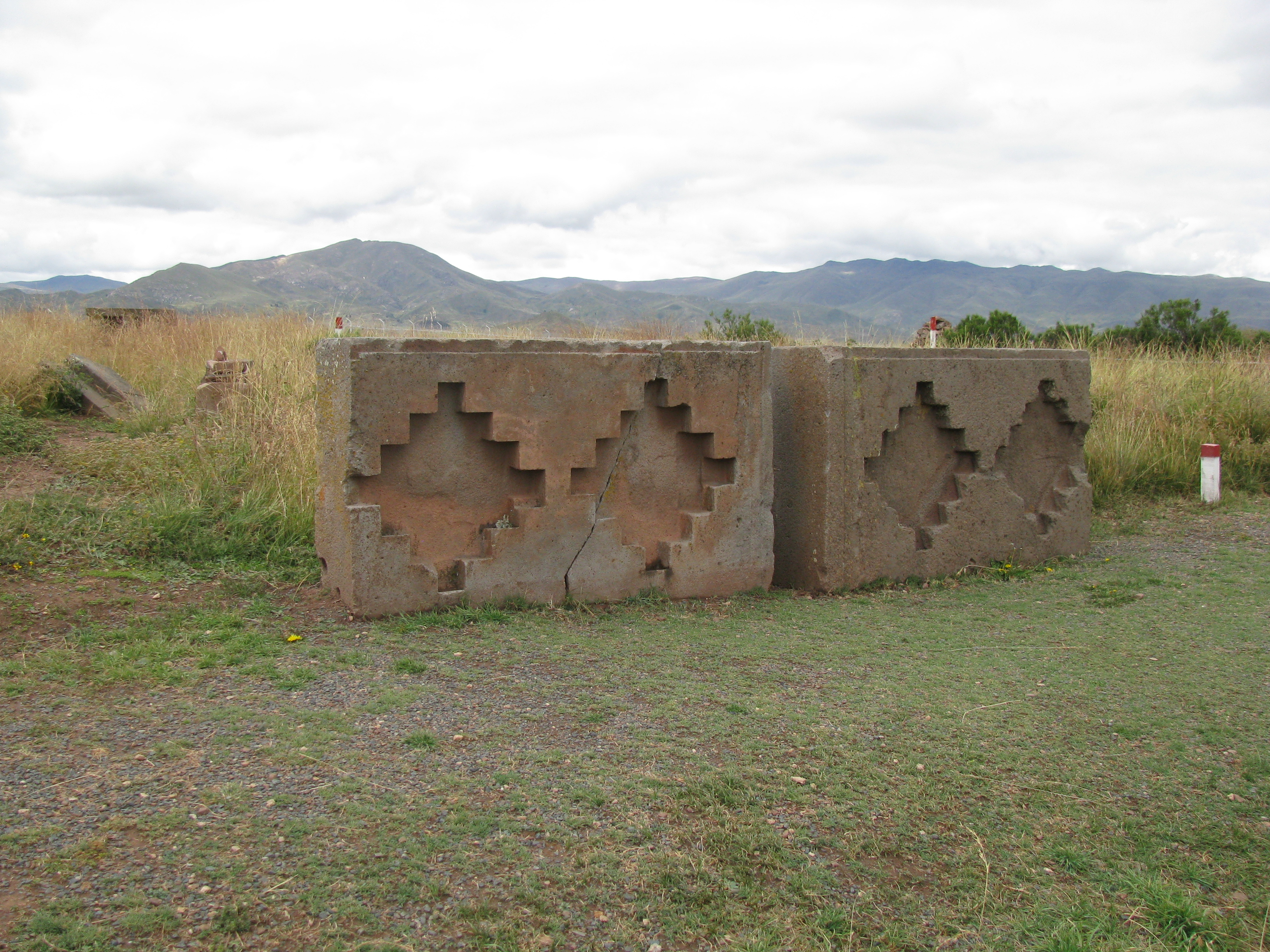
"motivo de cruz escalonada ou andina"[8] em Kantatayita (Tiwanaku)
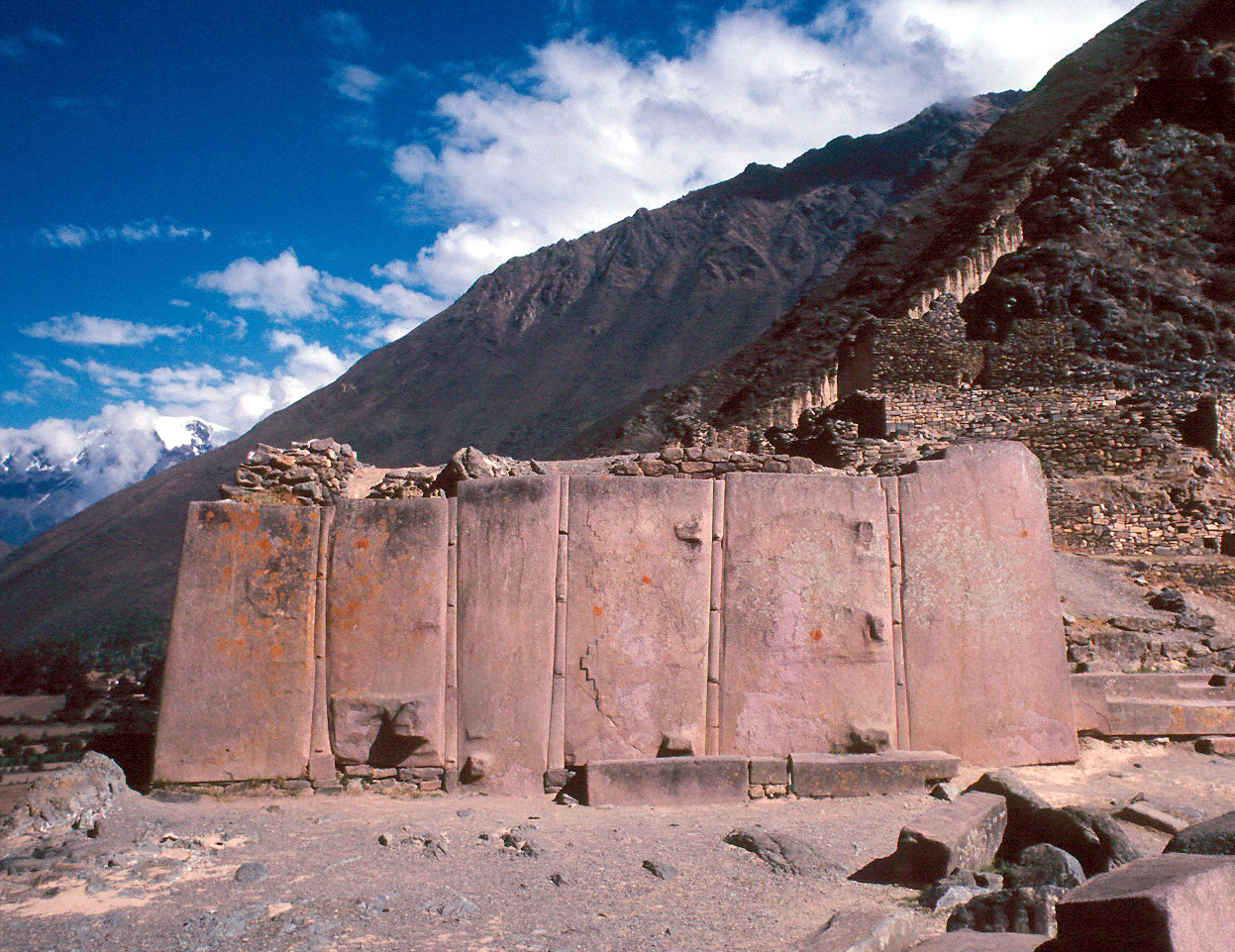
Parede dos Seis Monólitos em Ollantaytambo com "tema de passo"
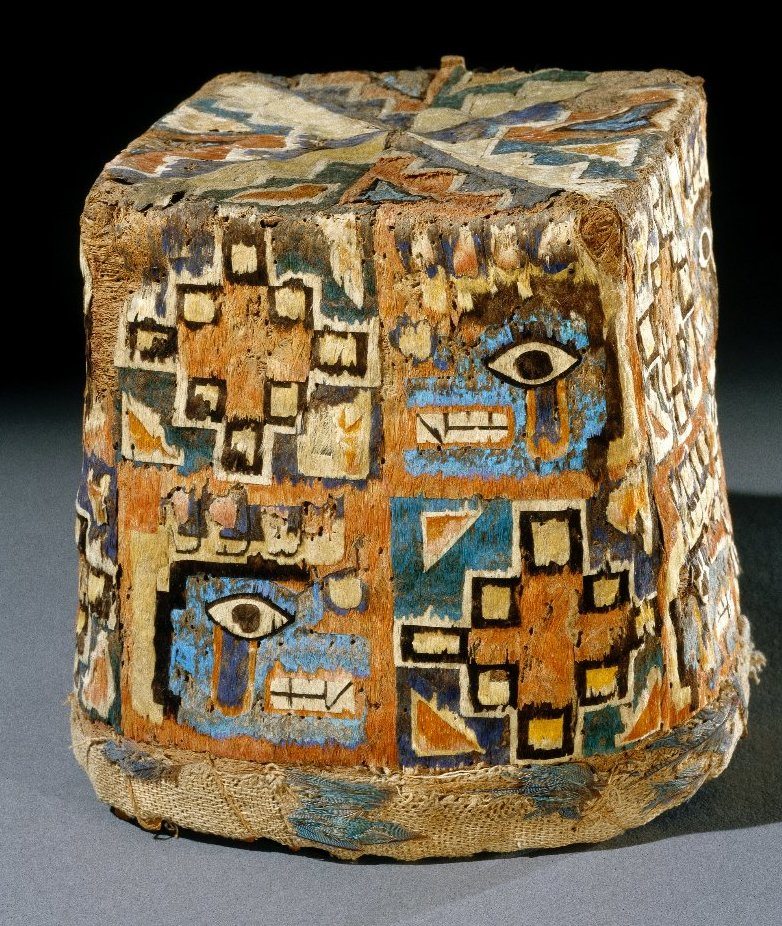
Chapéu Wari de quatro pontas
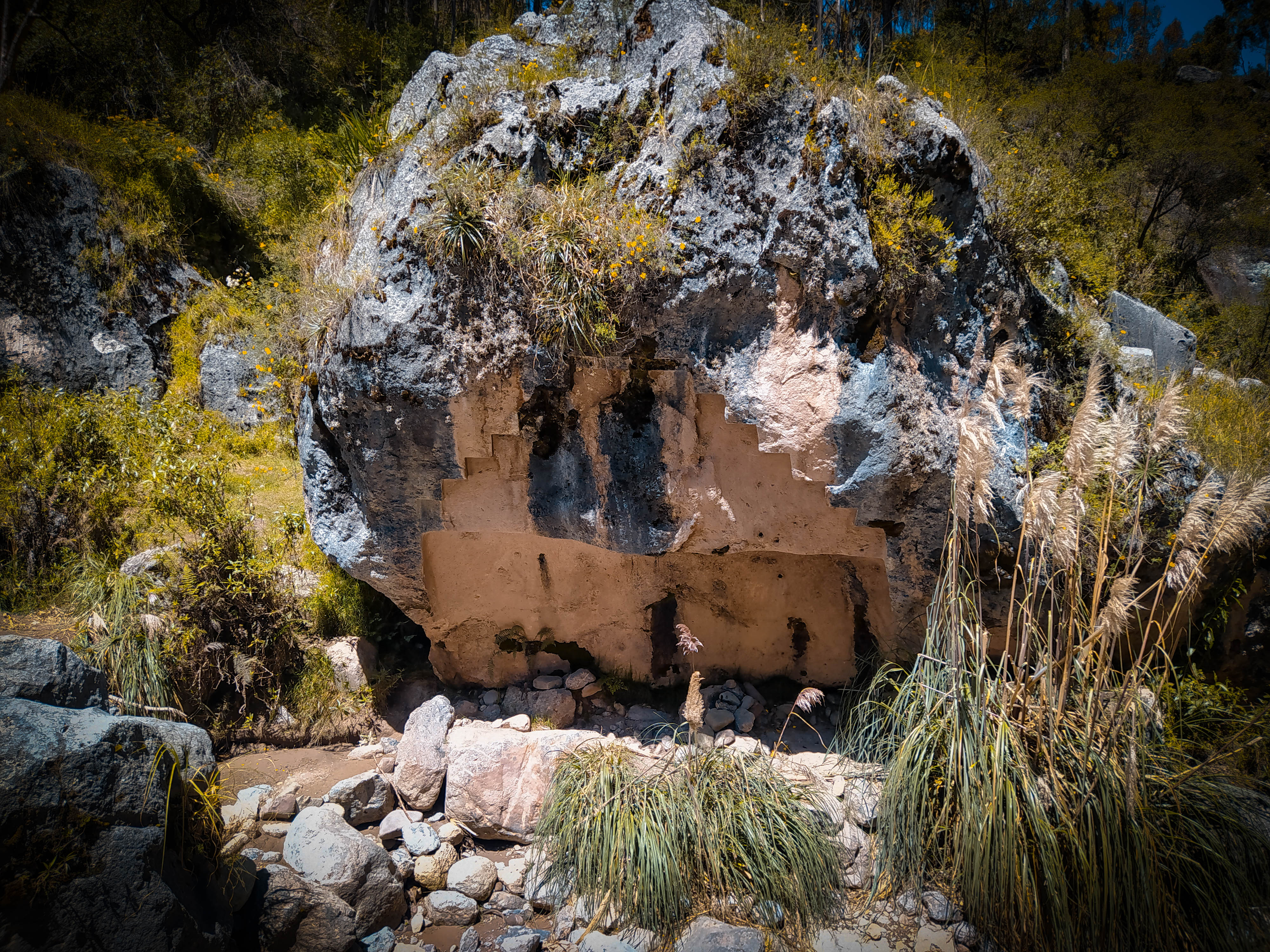
Chakana em Kanchisqocha
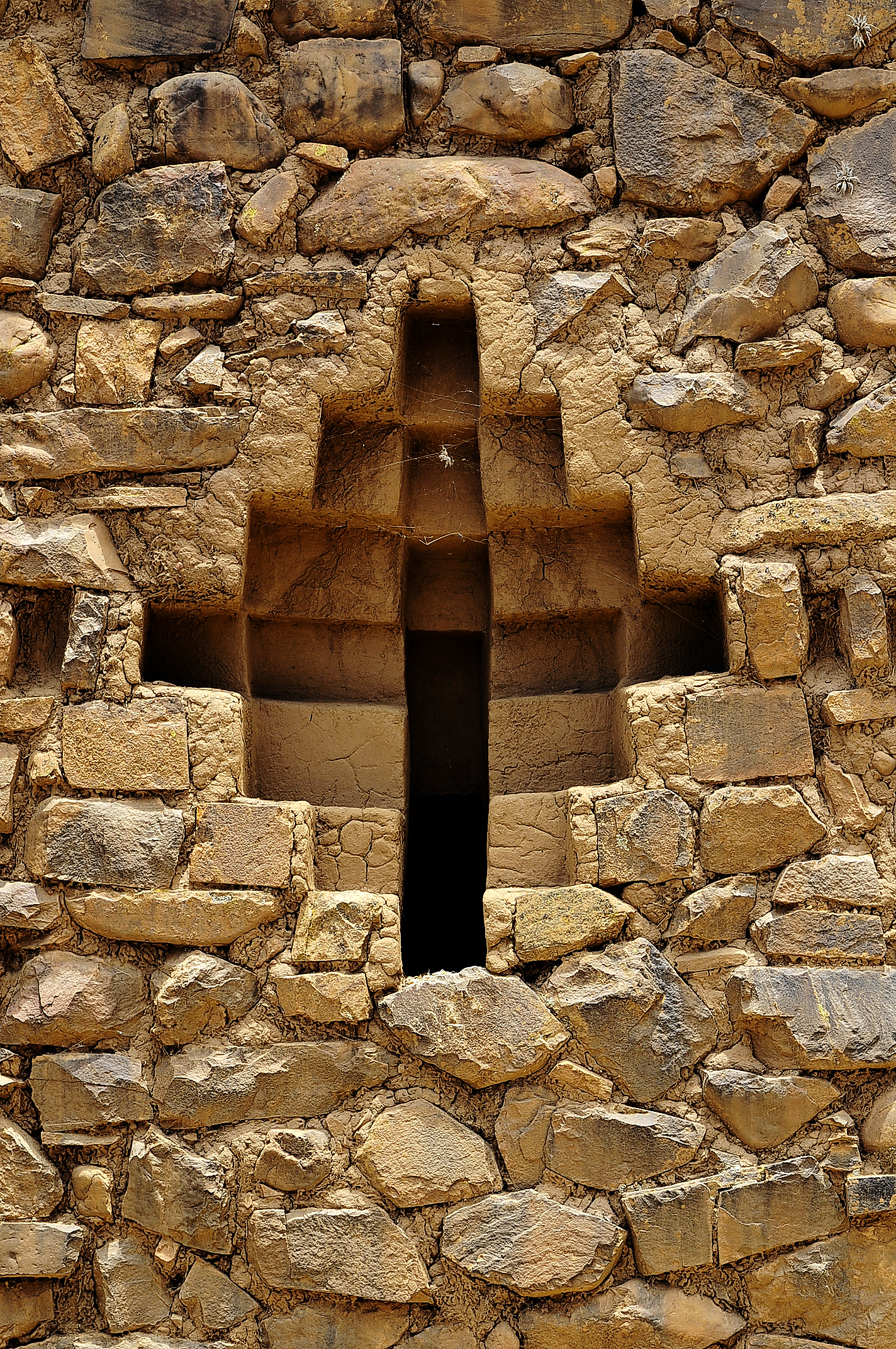
"Cruz andina"[10] em Iñaq Uyu
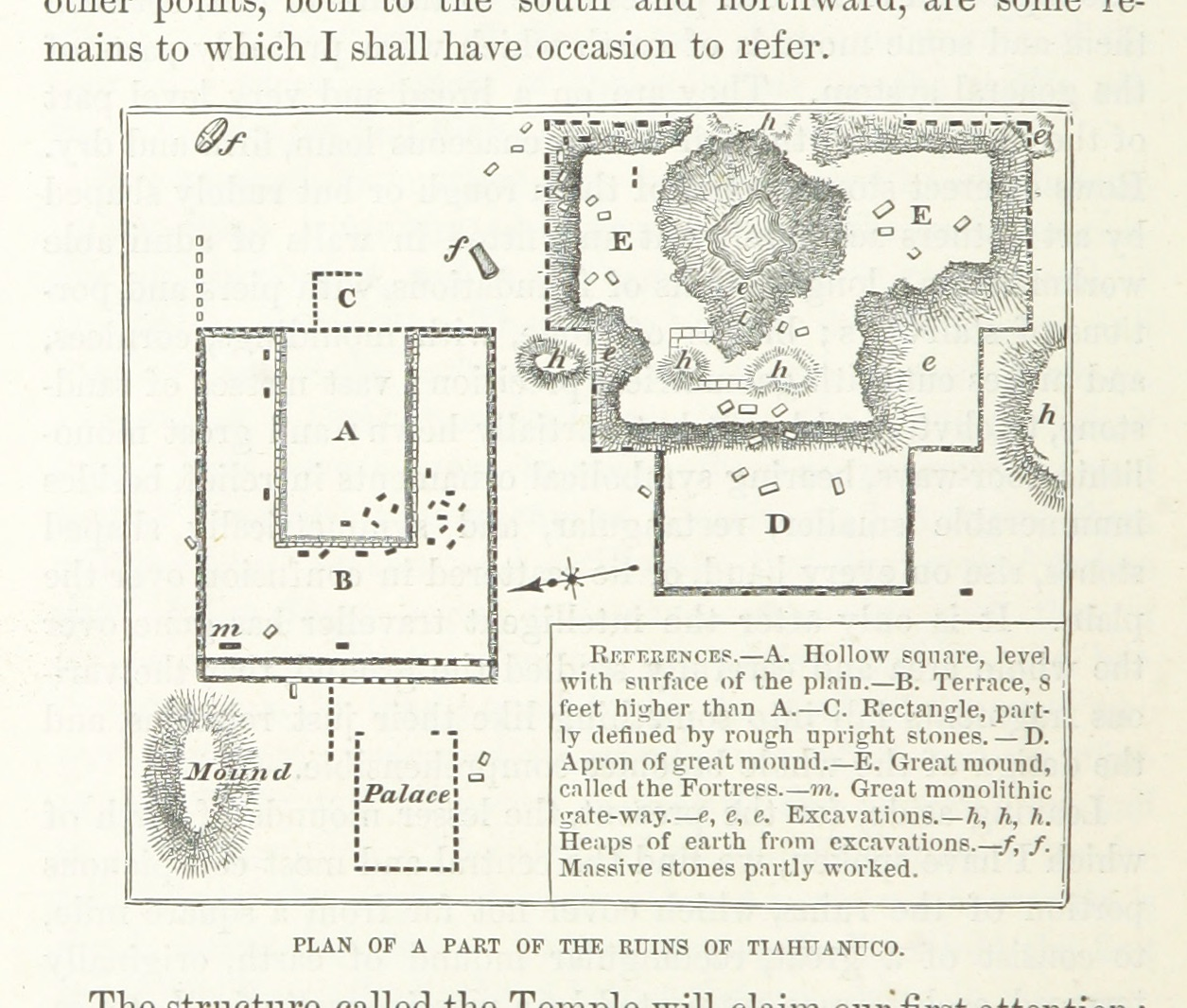
O plano de Akapana é chamada muitas vezes de "meia cruz andina"
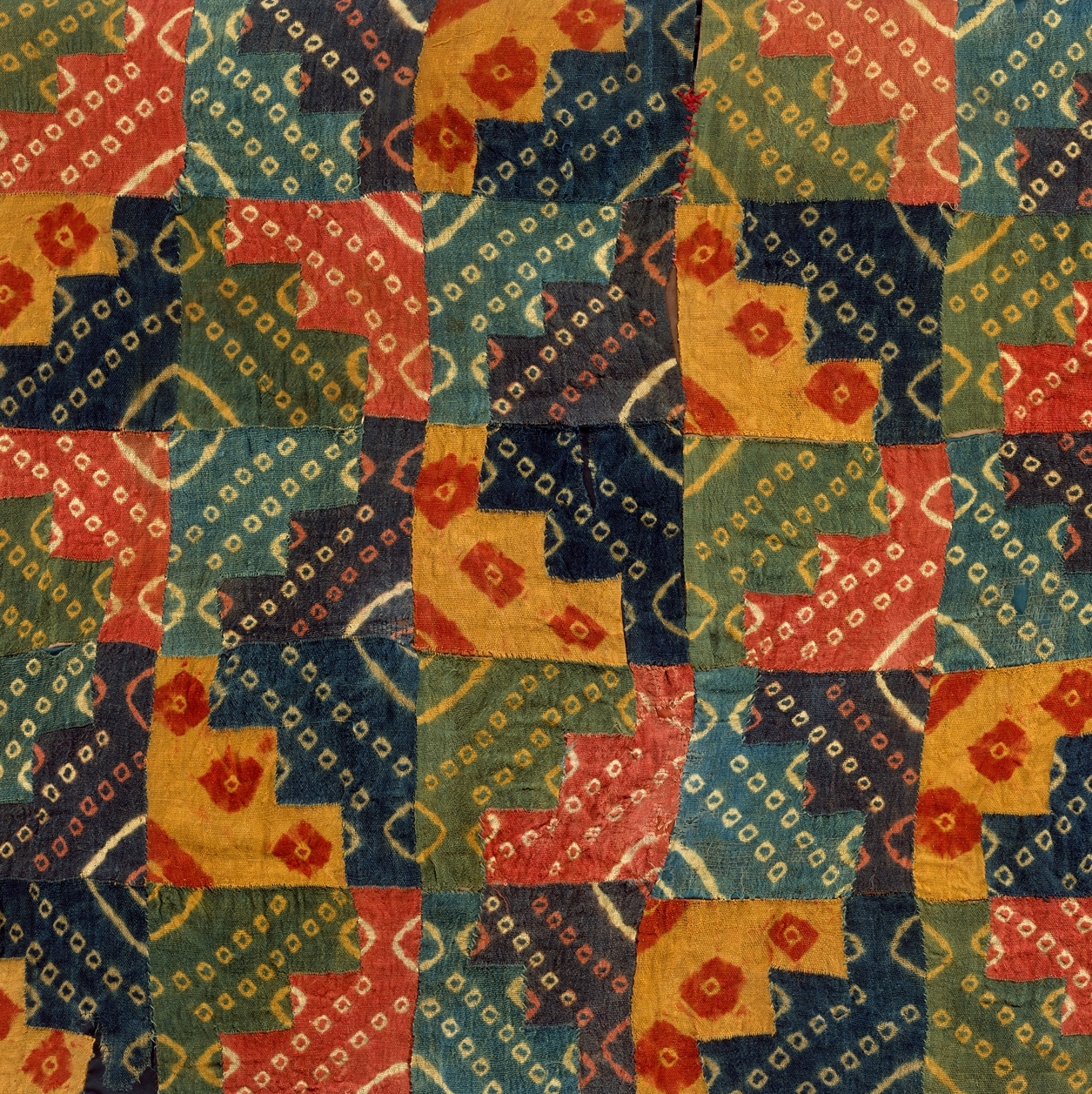
Chakana numa Túnica de Wari
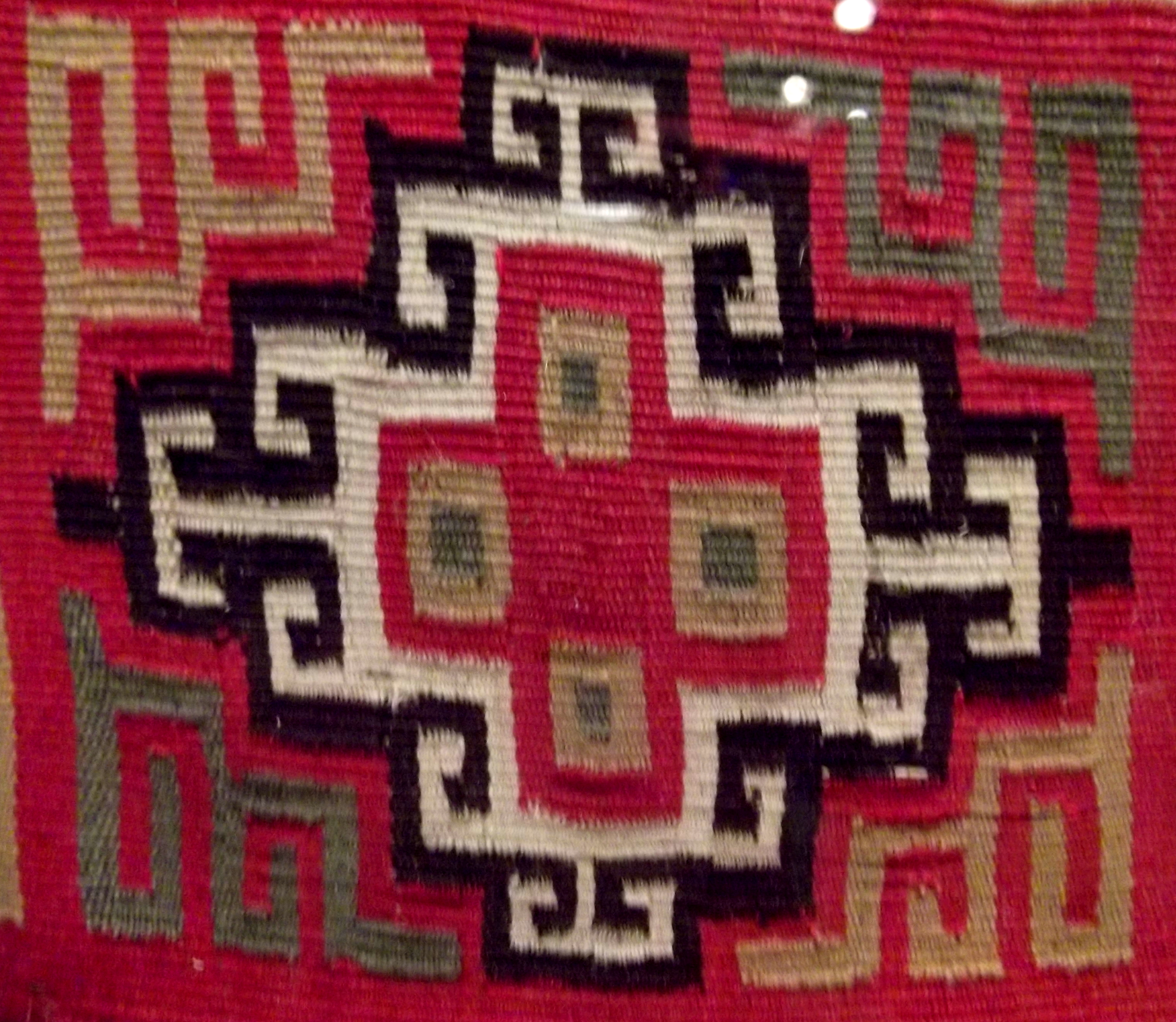
Chakana numa Uncu de Inca

## Controvérsia sobre as crenças marginais da Nova Era

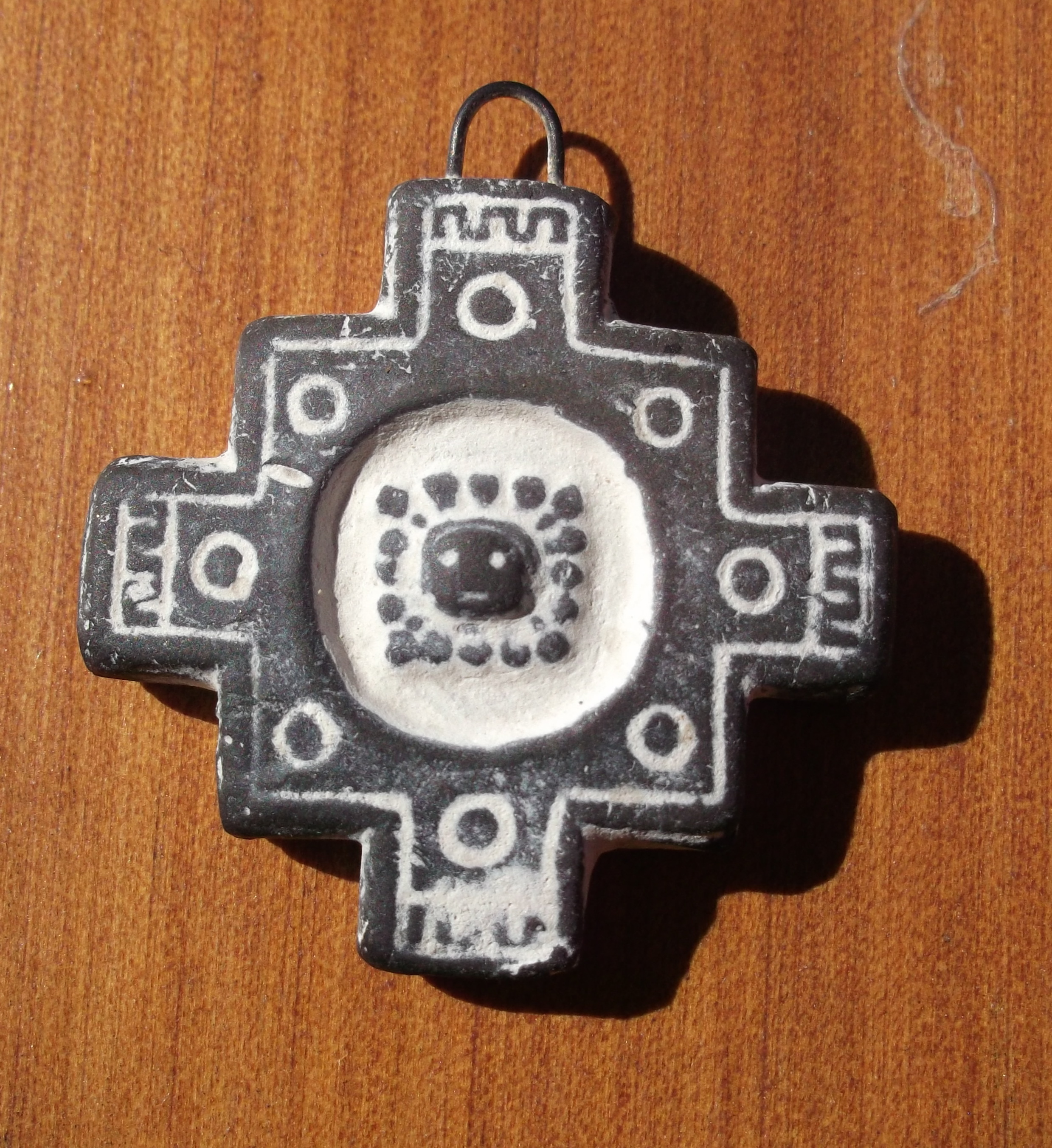
Chakana como é vendido aos turistas

Alguns estudiosos consideram isso uma “tradição inventada".  A cruz escalonada recebeu grande atenção dos defensores da Nova Era e dos autoproclamados xamãs. Eles afirmam ter uma relação com a constelação do Cruzeiro do Sul e que todos os cantos e degraus têm significados simbólicos especiais. De acordo com Jessica Joyce Christie, a Inka pode ter compartilhado alguns desses significados; no entanto, Christie observa que a afirmação da Nova Era "[...] é puramente especulativa e não fundamentada por quaisquer fontes históricas." 